# Bathytricha aethalion
Bathytricha aethalion är en fjärilsart som beskrevs av Turner 1944. Bathytricha aethalion ingår i släktet Bathytricha och familjen nattflyn. Inga underarter finns listade i Catalogue of Life.